# Dwa lata wakacji
Dwa lata wakacji (fr. Deux ans de vacances) – dwutomowa powieść przygodowa dla młodzieży, robinsonada, autorstwa Juliusza Verne’a, opublikowana w 1888 r. Należy do cyklu Niezwykłe podróże. Każdy z tomów jest złożony z 15 rozdziałów.
Pierwszy polski przekład, autorstwa Izabeli Rogozińskiej, pojawił się w 1956.

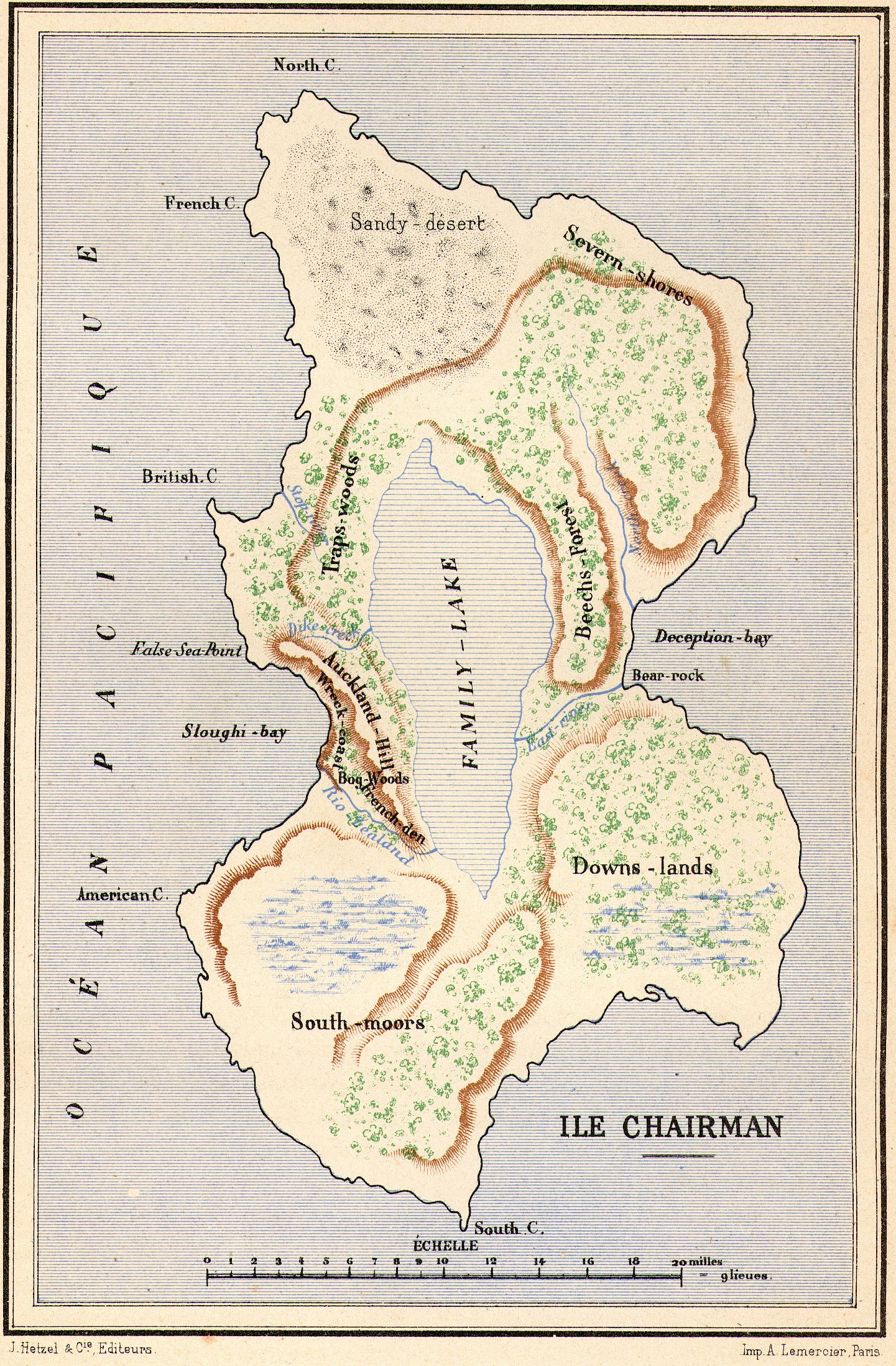
Mapa „Wyspy Chairmana”

Powieść opowiada o przygodach grupki chłopców z Nowej Zelandii, którzy po zakończeniu roku szkolnego mieli udać się na morską wycieczkę. Za sprawą jednego z nich znaleźli się sami na statku na oceanie, bez załogi i opieki dorosłych. Ostatecznie burza wyrzuca statek na bezludną wyspę na południowym Pacyfiku, zmuszając chłopców, z których najstarszy miał piętnaście lat, do zatroszczenia się o siebie. Chłopcy przebywali na wyspie dwa lata, nieustannie walcząc z przeciwnościami losu, niepogodą i własnymi słabościami. Organizują swoją niewielką społeczność na zasadach demokratycznych, ale nie unikają konfliktów. Pewnego dnia odnajdują w lesie wyczerpaną kobietę. Jak się okazuje, udało jej się uciec z rąk bandytów, którzy dotarli w szalupie na wyspę. Później dołącza do chłopców bosman, inny więzień bandytów. Dochodzi do walki, podczas której chłopcy pokonują bandytów. Następnie naprawiają szalupę i opuszczają wyspę.    
Opisana w powieści walka młodych chłopców o przeżycie oraz o dominację nad grupą zainspirowała kilka dziesięcioleci później Williama Goldinga do napisania powieści Władca much, która została także sfilmowana. Jednak książki są zasadniczo różne, optymizm Verne'a przeciwstawia się pesymistycznemu obrazowi książki Goldinga.

## Adaptacje filmowe
- Skradziony balon – czechosłowacki film fabularny z 1967 roku
- Dwa lata wakacji – japoński film animowany z 1982 roku